# Red Warszawa
Red Warszawa (ang. "Czerwona Warszawa"), duński zespół hardrockowy powstały w 1987. Według gitarzysty Red Warszawy Heavy'ego Henninga w momencie powstawania grupy kiedy wybierano dla niej nazwę, żaden z muzyków nie wiedział, że po angielsku "Warszawa" to "Warsaw" i tak naprawdę nazwa grupy powinna była brzmieć "Red Warsaw".
Prawie wszystkie piosenki grupy są śpiewane po duńsku z wyjątkiem "Die Brügge", "Aldi", "Prost", "Messerman" (po niemiecku), "Den Dystre Staden" (po szwedzku) i Red Warszawa (po angielsku).

## Dyskografia
- Skyd Sven (1987)
- Helt Op I Bageren (1991)
- Norsk Black Metal (1995)
- Hævi Mætal Og Hass (1996)
- Julemandens Selvmordsbrev (1997)
- Skal Vi Lege Doktor? (1998)
- Tysk Hudindustri (2000)
- Live Aus Kaiser Bierwurst Halle (2001)
- Omvendt Blå Kors (2002)
- Return of the Glidefedt (2004)
- My Poland Collection (2006)
- De 4 Årstider I Nordvest (2010)
- Lade (2020)

## Filmografia
- I Kina Spiser De Hunde - W Chinach jedzą psy (1999), jako kiepski zespół rockowy